# Lucien-Anatole Prévost-Paradol
Lucien-Anatole Prévost-Paradol (París, 8 d'agost, 1829 - Wáshington (Estats Units), 20 de juliol, 1870) va ser un periodista i assagista francès.
Era fill de Vicente Francisco Prevost, cap de batalló retirat, i d'Anna Catalina Lubinda Paradol, actriu i cantant de la Comèdia Francesa.
Va fer els seus primers estudis al Liceu Condorcet i va obtenir els premis d'honor en literatura francesa el 1848 i en filosofia el 1819 sent admès aquest darrer any a l'École Normale Supérieure, on va tenir per company i amic Hippolyte Taine.
El 1851 va sortir d'aquella institució i es va traslladar a París, lliurant-se a les seves aficions filosòfiques i literàries; va prendre part el mateix any als concursos de l'Acadèmia Francesa, obtenint un premi d'eloqüència per la seva Eloge de Bernardin de Saint-Pierre i publicant el 1854 una Revue de l'ihistoire universelle. El 1855 es doctorà en lletres amb les seves dues tesis Elisabeth et Henri IV i Jonathan Swift, i al mateix temps va ser cridat per la facultat de Lletres d'Aix per ocupar la càtedra de literatura francesa, on va obtenir un brillant èxit, però l'any següent va renunciar a aquest lloc passant al Journal des Débats, com a redactor-cap. Els seus articles de la secció política van cridar ben aviat latenció pel tall clàssic del seu estil i per la seva tendència francament liberal. El seu opuscle sobre Les anciens partis li va valer un mes de presó i una multa de 1.000 francs. Havia pertangut també a la Presse, i en deixar per segona vegada el Journal passà al Courrier du Dimanche, en les columnes del qual va continuar amb èxit la seva propaganda agressiva contra el Govern constituït, fins que per un article del 2 d'agost de 1866 va ser suspès el diari.
El 1868 va fundar la France Nouvelle', en què exposava el seu programa polític; govern parlamentari amb la llibertat més àmplia, reforma de l'administració de justícia i supressió del pressupost de cultes. Prevost-Paradol s'havia presentat com a candidat a les eleccions de 1863, sent derrotat; en 1869 va intentar la seva elecció pel districte de Nantes, i no havent aconseguit el triomf i en veure que la majoria s'inclinava pel partit republicà nou, va acceptar els oferiments del Gabinet Ollivier, sent nomenat ministre plenipotenciari de França als Estats Units el 12 de juny de 1870. L'acceptació d'aquest càrrec va perjudicar notablement el seu prestigi, la qual cosa, unit a la fredor amb què va ser rebut a Amèrica i a la impressió que li va produir la declaració de la guerra entre Alemanya i França, va decidir posar fi als seus dies disparant-se un tret al pit que li va causar la mort.
El 1865 havia succeït a Ampère a l'Acadèmia Francesa. Fou un mestre de la ironia i un dels millors periodistes del seu país.
Va deixar, a part de les obres esmentades:
- Du róle de la famille dans l'éducation (1857), obra premiada per l'Institu Francès;
- De la liberté des cultes en France (1858);
- Essais de politique et de littérature (1859;
- Quelques pages d'histoire contemporaine, Lettres politiques (1862/66);
- Nouveaux essais de politiques et de littérature (2ª. serie, 1862; 3ª. serie, 1863);
- Etudes sur les moralistes français (1864), que assolí nombroses edicions.